# Журавлёвка (Харьков)
Журавлёвка (укр. Журавлівка) — исторический район, в основном частного сектора, почти в центре Харькова, Украина.
Население составляет около 20 тысяч человек.

## География
Так называется бывший хутор, затем подгородняя (т.е. расположенная под городом) слобода Журавлёвка, вытянутая вдоль поймы реки Харьков между Нагорным районом и Салтовкой. В основном Журавлёвка расположена на правом берегу р. Харьков, под горой, вдоль ул. Шевченко. Делится на Ближнюю, Дальнюю Журавлёвку, Земля́нки, Лазько́вку и Ра́шкину дачу (дореволюционное название Дача Ра́шке).

### Границы
Журавлёвка начинается от Чигиринского моста (моста Фейербаха), c самого начала улицы Шевченко, являющейся её осью, и тянется в северо-восточном направлении вдоль реки Харьков.
Ближе к центру города, до метромоста, вдоль бывшей Белгородской улицы, находится Ближняя Журавлёвка.
Вдоль бывшей Журавлёвской улицы, возле Гидропарка и под Журавлёвскими склонами 13-го городского кладбища — Дальняя Журавлёвка.
С запада Журавлёвка ограничена обрывом и крутыми Журавлёвскими склонами Нагорного района к реке Харьков; с севера — посёлком Большая Дани́ловка, Лазько́вкой и Ши́шковкой; с востока — Журавлёвским гидропарком, поймой реки Харьков, улицей Тюринской (Тю́ринкой) и зданием ХИИТа; с юга — улицей Маршала Бажанова.

## История слободы и её названия
Древнейшая часть города Харькова возникла одновременно с основанием Харьковского острога или на несколько лет ранее. Согласно Е.Топчиеву и Г. Квитке-Основьяненко, первой на нынешней территории Харькова на правом берегу реки Харьков в 1650-х годах возникла подгородная слобода Журавлёвка (нынешняя Дальняя Журавлёвка).
По одной версии, название её произошло в XVII веке от криницы, над которой стоял журавель (деревянный журавль) для подъёма воды. По другой версии, поскольку местность левого берега реки Харьков была болотистой, со множеством озёр, там в изобилии водилась водоплавающая дичь и часто гнездились журавли. Третью версию можно прочитать в «Описании Харькова» издания 1852 года:

Это и была Журавлёвка, населённая казёнными крестьянами, среди которых встречаем и некоего Журавля, жившего в конце Журавлёвки. Очень вероятно, что один из предков этого Журавля дал своё имя и всему поселению.

С XVII века до постройки Белгородского шоссе в 1840-х годах под Журавлёвскими склонами шла Белгородская дорога на Белгород и Москву.
Северная часть улицы Шевченко (бывшие Журавлёвская и Дальняя Журавлёвская улицы) была застроена в XVII веке, южная (бывшая Белгородская улица) — лишь во второй половине XIX столетия.
На военно-топографических картах Шуберта середины 19 века Журавлёвка (и хутор Рашкин) — предместье Харькова
В списках населённых мест Харьковской губернии 1864 года в слободе Журавлёвка в ста дворах проживали 850 жителей.
Интенсивная застройка Белгородской улицы (Ближней Журавлёвки), соединившей Дальнюю Журавлёвку, которой к тому времени было более двухсот лет, с городом Харьковом, началась только после открытия Технологического института в 1885 году.
На левом берегу реки Харьков, от Моисеевского моста до улицы Якира на востоке и Барабашовского рынка на севере, находится часть Журавлёвки Рашкина дача. Это частный сектор.
До XX века во время весенних паводков Журавлёвка часто заливалась водой.

## Достопримечательности
- Журавлёвский гидропарк, место отдыха. Площадь 180 га.
- Журавлёвский метромост через реку Харьков Салтовской линии метро.
- Церковь Петра и Павла (Харьков) на ближней Журавлёвке.
- Армянская апостольская церковь «Сурб Арутюн» на средней Журавлёвке, возле станции метро «Киевская». Построена в начале 2000-х годов.
- Дача Рашке[8] (здание, давшее название историческому району Рашкина дача), ныне наркологический диспансер.

## В топонимике
Комоним дал названия :
- Журавлёвским склонам Нагорного района, обращённым к реке Харьков (находящимся между улицей Черноглазовской (Ближняя Журавлёвка) и спуском Жилярди (Дальняя);
- Журавлёвскому водохранилищу;
- Журавлёвскому гидропарку;
- Журавлёвской плотине одноимённого водохранилища[9];
- коттеджному посёлку Журавлёвская Слобода (район Лазьковка)[10]
- реке Журавке (правый приток р. Харьков, впадает возле метромоста);
- Журавлёвскому метромосту;
- Журавлёвскому источнику питьевой воды (находится под Журавлёвским склоном спуска Веснина);
- Журавлёвской набережной (между Моисеевским и Журавлёвским мостами на правом берегу р. Харьков);
- Журавлёвскому мосту (подвесному пешеходному) в устье реки Немышля.

## Транспортные коммуникации
Журавлёвка соединяется:
- с центром города — улицей Шевченко;
- с Нагорным районом — Журавлёвским спуском (спуск Веснина), переходящим в ул. Веснина, а также Белгородским спуском, переходящим в улицу Манизера;
- с посёлком Жуковского — спуском Жилярди;
- с Салтовкой — улицей Нескореных;
- с Сабуровой дачей — улицами Моисеевской и Семиградской.

С центром города и Салтовкой Журавлёвку связывает Салтовская линия метро, от станции «Киевская» до станций «Исторический музей» и «Салтовская».
Также имеются следующие линии трамвая:
- по Журавлёвскому спуску — в Нагорный район и Центральный парк — № 26
- через Моисеевский мост возле метро «Киевская» — на улицу Академика Павлова, Сабурову дачу и ближнюю Салтовку — № 16
- через Журавлёвскую дамбу — на дальнюю Салтовку — № 26.

В 2005 году с ул. Шевченко между проспектом Героев Харькова и метро «Киевская» (Ближняя Журавлёвка) сняты рельсы уникального трамвайного маршрута № 15, соединявшего Журавлёвский гидропарк и Алексеевский лугопарк и имевшего на данном участке одну колею.

## Журавлёвка в художественных произведениях
Особый мир, страна иная,

где житель, будто бы илот,

в грязи и мраке погибая,

судьбу и гласных всех клянёт.
— Иванов Василий (Шпилька), «Путеводитель по Харькову», 1890